# Coinmarketcap
CoinMarketCap (CMC) – strona śledząca ceny kryptowalut i dostawca danych kryptowalutowych. Publikuje dane dotyczące aktywów kryptowalutowych i rynku w czasie rzeczywistym, które obejmują śledzenie cen, kapitalizację rynkową aktywów kryptowalutowych, poziomy dominacji Bitcoin i dane dotyczące wolumenu wymiany kryptowalut. Według stanu na styczeń 2021 roku, strona dostarcza dane dla 8 192 unikalnych aktywów kryptowalutowych. Jest to najpopularniejsza strona z rankingiem kryptowalut na świecie.

## Historia
CoinMarketCap został założony w maju 2013 roku przez dewelopera Brandona Cheza w jego mieszkaniu w Long Island City w Queens.
W maju 2016 roku CMC uruchomiło swoje pierwsze publiczne API.
Do 2017 roku Chez pracował sam na CMC. Pod koniec 2017 roku zebrał podstawowy zespół do zarządzania stroną. W 2018 roku, według The Wall Street Journal, CoinMarketCap stał się jedną z najbardziej uczęszczanych stron internetowych na świecie. Chez utrzymywał niski profil publiczny, który został przerwany w styczniu 2018 r., kiedy reporterzy Wall Street Journal wyśledzili go i opublikowali obszerny artykuł poświęcony CoinMarketCap i jego założycielowi.
8 stycznia 2018 r. CMC usunęło południowokoreańskie giełdy ze swoich algorytmów kwotowań cenowych, ponieważ ceny tam były stale znacznie wyższe niż w innych krajach. Decyzja CMC spowodowała dramatyczny spadek kapitalizacji rynkowej XRP, między innymi obniżki cen aktywów kryptograficznych.
Na Twitterze CMC oświadczyło, że „wykluczyło niektóre koreańskie giełdy w obliczeniach cen ze względu na skrajne rozbieżności cenowe w cenach z reszty świata i ograniczone możliwości arbitrażu”. W liście do WSJ Chez wyjaśnił, że CMC usunęło koreańskie giełdy, ponieważ wielu użytkowników skarżyło się na niedokładne ceny; nie spodziewał się jednak, że wpływ wyłączenia koreańskiej giełdy będzie tak duży.
Od marca 2019 r. dwa indeksy referencyjne kryptowalut CMC są notowane na Nasdaq, Bloomberg Terminal i Refinitiv.
W listopadzie 2019 r. CoinMarketCap wprowadził nowy wskaźnik płynności mający na celu zwalczanie fałszywego wolumenu obrotu.
W kwietniu 2020 roku Binance nabył CoinMarketCap przy nie ujawnionych warunkach; raport Forbesa twierdził, że transakcja była warta 400 milionów dolarów, ale liczba ta nie została potwierdzona. CMC nadal działa niezależnie od swojej spółki macierzystej.
W grudniu 2021 roku ceny kryptowalut notowanych na największych amerykańskich exchange Coinbase i CoinMarketCap stały się nienormalne przez krótki okres, który był spowodowany pewnymi przyczynami technicznymi. Zarówno Coinbase, jak i CoinMarketCap stwierdziły, że usterka techniczna nie została spowodowana przez stronę zewnętrzną.